# Conrad Graf

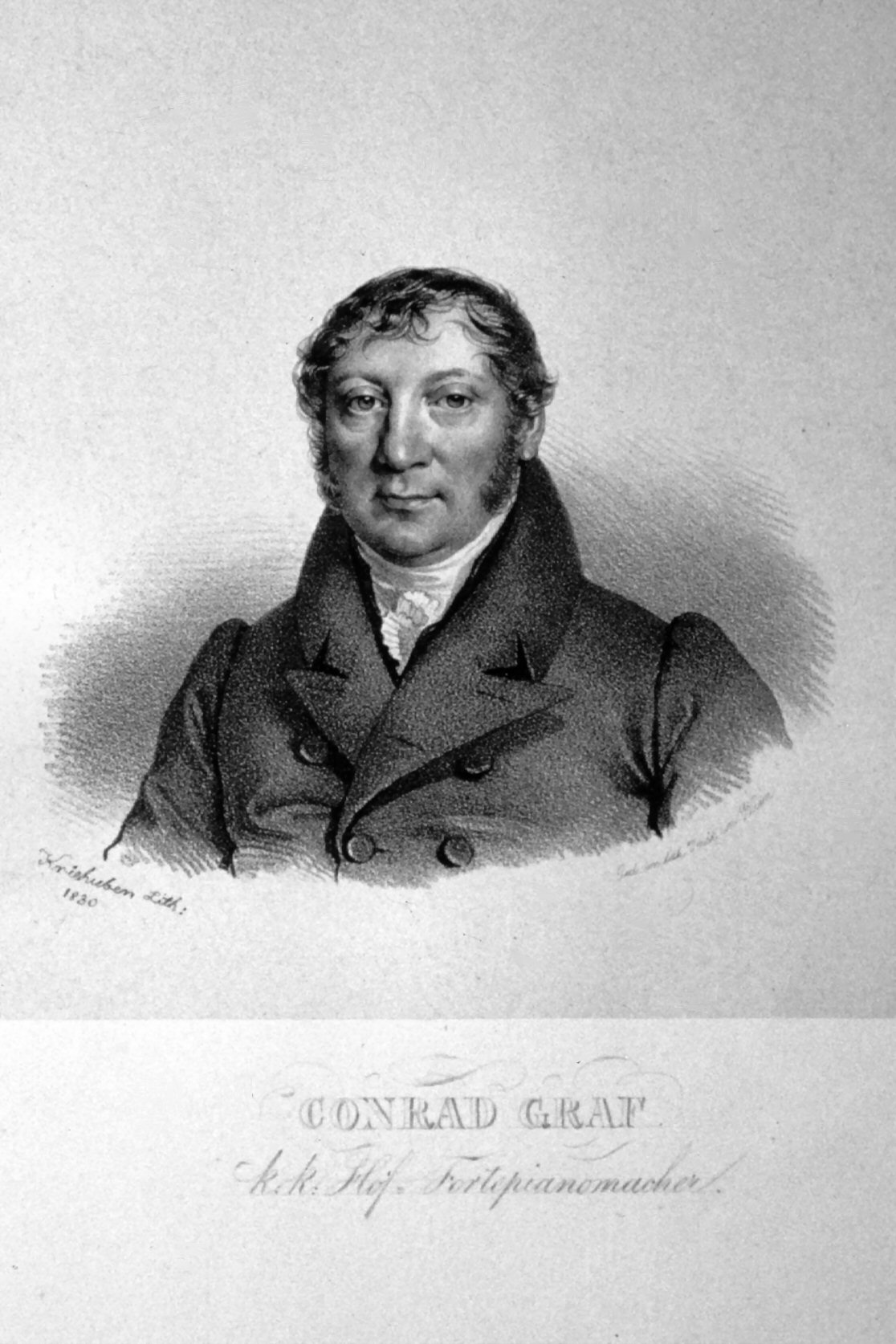
Conrad Graf (Bản In thạch bản của Josef Kriehuber, 1830)

Conrad Graf (sinh ngày 17 tháng 11 năm 1782 tại Riedlingen, Áo - mất ngày 18 tháng 3 năm 1851 tại Viên) là một nhà chế tạo piano người Đức gốc Áo. Những cây đàn piano của ông đã được Beethoven, Chopin và Robert và Clara Schumann và nhiều người nổi tiếng khác sử dụng.

## Cuộc đời và sự nghiệp
Graf bắt đầu sự nghiệp của mình với tư cách là một người thợ đóng tủ. Ông theo học nghề thủ công này tại quê hương Riedlingen ở miền nam Đức. Năm 1800, ông học việc từ một nhà chế tạo đàn piano tên là Jakob Schelkle và làm việc tại Währing. Khi Schelkle qua đời vào năm 1804, Graf kết hôn với người vợ góa Katherina và tiếp quản cửa hàng. Năm 1824, ông được bổ nhiệm làm Nhà chế tạo đàn piano và bàn phím nhạc cụ cho triều đình Hoàng gia Viên. Đến năm 1826, ông mua lại "Mondscheinhaus", một vũ trường thời thượng trước đây ở 102 auf der Wieden, và xây dựng lại nơi này thành một nhà máy sản xuất đàn piano. Nhà máy của Graf đã sản xuất hơn 3000 nhạc cụ trong suốt thời gian hoạt động. Năm 1840, Graf nghỉ hưu và bán công ty cho Carl Stein, cháu trai của nhà chế tạo đàn piano nổi tiếng Johann Andreas Stein.

## Đàn piano Graf do các nhạc sĩ nổi tiếng chơi
Năm 1826 Graf đã cho Ludwig van Beethoven mượn một cây đàn piano có 6½ quãng tám được nối ba dây đàn mỗi phím đến C♯, và bốn dây đàn từ D đến F4. Sau khi nhà soạn nhạc qua đời vào năm 1827, Graf đã lấy lại cây đàn piano và bán nó cho gia đình Wimmer ở Viên. Nhạc cụ vẫn được bảo tồn cho đến ngày nay và trưng bày tại Beethoven-Haus ở Bonn.
Năm 1829, chàng trai 19 tuổi Frédéric Chopin đã chọn cây đàn piano của Graf cho buổi hòa nhạc của mình ở Viên. Sau đó, theo Goldberg, Chopin tiếp tục 'cherish' sắc màu của những cây đàn fortepiano của Graf.
Năm 1840, Graf đã tặng một trong những cây dương cầm của ông cho nghệ sĩ piano trẻ tuổi Clara Wieck, nhân dịp cô kết hôn với Robert Schumann. Khi Schumann qua đời vào năm 1856, Clara đã tặng lại cây đàn cho bạn của cô là Johannes Brahms, người đã sử dụng nó cho đến năm 1873.
Felix Mendelssohn cũng rất ngưỡng mộ các cây đàn của Graf. Ông mua một cây vào năm 1832 để sử dụng tại nhà và các buổi biểu diễn ở Berlin, sau đó là một cây khác để sử dụng ở Dusseldorf.
Các nhạc sĩ khác từng sở hữu hoặc chơi trên đàn piano của Graf là Franz Liszt, Friedrich Kalkbrenner và Camille Pleyel. Trong những năm 1880, chàng trai trẻ Gustav Mahler cũng từng sở hữu và chơi một cây đàn piano rất cũ của Graf từ khoảng năm 1836.
Vào tháng 9 năm 2018 , bản sao cây đàn fortepiano Graf năm 1819 của Paul McNulty đã được sử dụng trong Cuộc thi Piano Chopin Quốc tế đầu tiên trên các nhạc cụ thời xưa (tổ chức bởi Nhạc Viện Chopin Fryderyk).

## Danh sách đĩa nhạc
- The Atlantis Trio. Klaviertrios. Graf fortepiano.
- Viviana Sofronitsky. Franz Schubert. Wanderer Fantasy. Impromptus opp.90 & 142. Graf fortepiano (Paul McNulty).
- Kristian Bezuidenhout with Jan Kobow. Franz Schubert. Die schone Mullerin. Graf fortepiano (Paul McNulty).
- Ronald Brautigam. Ludwig van Beethoven. Complete Works for Solo Piano. Chơi trên bản sao của các đàn fortepianos Graf, Walter, Stein được làm bởi Paul McNulty.
- Alexei Lubimov and his colleagues. Ludwig van Beethoven. Complete piano sonatas. Chơi trên bản sao của các đàn fortepianos Stein, Walter, Graf, Buchholtz do Paul McNulty sản xuất.

## Liên kết bên ngoài
- Sound files: fortepianist V.Sofronitsky plays on a modern Graf replica made by Paul McNulty on YouTube
- "The Piano in Polish collections" Graf op. 318 ca. 1819 piano copy Lưu trữ ngày 28 tháng 12 năm 2019 tại Wayback Machine
- Paul McNulty - the piano maker that makes copies of Graf instruments